# Ārīkān
Ārīkān (persiska: آریکان) är en ort i Iran.   Den ligger i provinsen Hamadan, i den nordvästra delen av landet, 300 km väster om huvudstaden Teheran. Ārīkān ligger 1 656 meter över havet och antalet invånare är 515.
Terrängen runt Ārīkān är huvudsakligen kuperad, men den allra närmaste omgivningen är platt. Ārīkān ligger nere i en dal.Runt Ārīkān är det ganska tätbefolkat, med 86 invånare per kvadratkilometer. Närmaste större samhälle är Tūyserkān, 8,1 km öster om Ārīkān. Trakten runt Ārīkān består i huvudsak av gräsmarker.